# Аристократична родина
Аристократична родина, знатний дім (англ. noble family) — в генеалогії назва роду, що є представниками суспільного аристократичного стану, представники вищого клас в суспільстві.
Представники аристократичної родини можуть мати спадковий титули князів, герцогів, графів, маркізів. Або належали до окремого соціального стану залежно від часу з якого ця родина отримала таке становище та регіону звідки вона походить: боярські роди, дворянські роди, шляхетські роди тощо.
Історії аристократичних родів присвячено безліч книг і спеціальних генеалогічних досліджень.